# Marokansko-španjolska granica
Kopnena granica Maroka i Španjolske sastoji se od tri crte koje se ne graniče s ukupno 18,5 km oko španjolskih teritorija Ceute (8 km), Peñón de Vélez de la Gomera (75 metara) i Melilla (10,5 km). Španjolski otočići kao što su Čafarinski otoci ili otočje Alhucemas nalaze se uz marokansku obalu.

## Povijest
Povijesno es. plazas de soberanía bili dio raznih muslimanskih carstava sjeverozapadne Afrike. Ceutu je 1415. osvojio Portugal. Nakon Rekonkviste na Pirenejskom poluotoku, Španjolska se fokusirala na jug prema sjevernoafričkoj obali, zauzevši Melillu od sultanata Fez 1497., uz blagoslov Portugala. Španjolska je 1508. silom preuzela tadašnji otok Peñón de Vélez de la Gomera, a Portugal je priznao tu tvrdnju sljedeće godine sporazumom iz Cintre. Ponovno ga je preuzelo Kraljevstvo Fez 1554., Španjolska ga je ponovno osvojila 1564. i od tada je ostao u španjolskim rukama.
Tijekom razdoblja Iberijske unije (1580. – 1640.) Ceuta je privukla mnoge španjolske doseljenike; Kao rezultat toga, kada je Portugal ponovno stekao neovisnost od Španjolske 1640., Ceuta je odlučila ostati sa Španjolskom, što je situacija na koju je Portugal prešutno pristao 1688. Lisabonskim ugovorom. Ugovor koji ocrtava granicu Ceute s Marokom potpisan je 7. listopada 1844. i potvrđen drugim ugovorom 6. svibnja 1845. Ugovor koji ocrtava granicu Melille i Maroka, s 'neutralnom zonom', potpisan je 24. kolovoza 1859.
Ponovljeni marokanski pokušaji da silom steknu kontrolu nad dvjema eksklavama tijekom 18. i 19. stoljeća propali su, što je kulminiralo Španjolsko-marokanskim ratom 1859. – 60., u kojem je španjolska pobijedila. Naknadni ugovor iz Wad-Rasa (znan i kao Ugovor iz Tétouana) od 26. travnja 1860. proširio je granicu Ceute do sadašnje granice. Granica Melille trebala je biti fiksirana 'dometom topa', međutim to se pokazalo nepraktičnim, pa je daljnji ugovor potpisan 30. listopada 1861. i potvrđen 26. lipnja 1862. koji je zacrtao modernu graničnu liniju. Međutim, lokalizirani sporovi u Melilli su se nastavili, a daljnji su ugovori potpisani 1894–95.
Francusko-španjolskim ugovorom od 27. studenoga 1912. Španjolskoj je dodijeljen protektorat nad marokanskim sredozemnim primorjem, koje se naziva Španjolski Maroko. Ceuta, Peñón de Vélez de la Gomera i Melilla su nakon toga apsorbirani u ovaj entitet. Kada je Maroko stekao neovisnost od Francuske 1956., španjolski Maroko je predan novom kraljevstvu. Međutim, Španjolska je zadržala kontrolu nad es. plazas de soberanía, tvrdeći da su oni bili španjolski teritorij davno prije stvaranja protektorata 1912. i da bi stoga trebali ostati dijelom Španjolske, što je Maroko osporavao.
Godine 1934. velika oluja stvorila je tombolo između Peñón de Vélez de la Gomera i marokanskog kopna, čime je bivši otok zapravo postao nova španjolska eksklava na obali Maroka. Službeni ugovor o granici nikada nije potpisan između Maroka i Španjolske u vezi s novoformiranom eksklavom, a kratka ravna linija od 75 metara kroz pješčanu prevlaku koja ga povezuje s Marokom funkcionira kao de facto granica od tog vremena.
Od marokanske neovisnosti traje spor oko es. plazas de soberanía rasplamsala se s vremena na vrijeme, ponajviše 1975. kada se strahovalo da će Maroko pokušati invaziju na teritorije slično invaziji Zelenog marša na Zapadnu Saharu provedenoj iste godine. Trenutačno Španjolska i dalje kontrolira es. plazas i odbija razgovarati o pitanju svog suvereniteta s Marokom.
Godine 1993. Španjolska je počela graditi graničnu ogradu između Ceute i Melille, koja je dodatno ojačana 1995. Kao odgovor na porast broja migranata koji pokušavaju probiti ogradu, obje su značajno ojačane 2005., stvarajući sustav dvostruke ograde prepun bodljikave žice i opreme za nadzor. Od tada je bilo brojnih pokušaja prelaska ograde, što je rezultiralo s nekoliko smrtnih slučajeva. 17. svibnja 2021. više od 6000 migranata prešlo je granicu s Ceutom. Nagađalo se da je Maroko dopustio iznenadni priljev kako bi kaznio Španjolsku jer je dopustila čelniku Fronta Polisario Brahimu Ghaliju da se liječi u španjolskoj bolnici. Sutradan je Maroko ponovno zatvorio granicu. Većina pristiglih vratila se u Maroko.

## Pomorske granice
Maroko i Španjolska također dijele pomorsku granicu u području Kanarskih otoka te duž Gibraltarskog tjesnaca i Alboranskog mora. Najkraća udaljenost između kopna duž Gibraltarskog tjesnaca je 14.3 km. Britanski teritorij Gibraltar nalazi se na sjevernoj obali ovog tjesnaca.

## Galerija
- Karta Ceute
- Granična ograda Ceute na ulasku u more
- Granična ograda Ceute

- Karta Melille
- Granični prijelaz Farjana – Melilla
- Granična ograda Melille

## Vanjske poveznice
|  | Zajednički poslužitelj ima još gradiva o temi Marokansko-španjolska granica |